# Савфа (месторождение)
Савфа (англ. Safwa) — нефтяное месторождение в Египте. Расположено в Западной пустыне в 250 км к юго-западу от Каира. Открыто в 2010 году.
Нефтеносность связана отложениями песчаников, алевролитов и сланцев сеноманского яруса мелового возраста. Плотность нефти составляет 0,855 г/см3 или 34,8° API.
Оператором в блоке Ист-Газалат (англ. East Ghazalat) является греческая компания Vegas Oil & Gas.